# 转法轮经
轉法輪經是釋迦牟尼在成佛後說的第一篇經（初轉法輪），內容是釋迦牟尼在鹿野苑對五比丘宣說中道及四聖諦。
漢傳佛教有大正藏第2冊《雜阿含經第15卷第379經》等譯本；南傳佛教巴利聖典收錄在《相應部·56.諦相應·第11經》(簡寫 SN 56.11)及律藏五比丘說。在南傳佛教，僧眾會在節日裡念誦巴利經，以憶念佛陀及聖者的證悟，亦提醒眾生精進修行，以期解脫。

## 經題釋義
「法」有多義，《瑜伽師地論》、《大毗婆沙論》與《俱舍釋論》認為此處主要指四聖諦、八正道。
「輪」，《瑜伽師地論》解釋，佛陀轉所解法，置於阿若憍陳如身中，他又隨轉置餘身中，從「展轉」、「隨轉」的意義，稱為「輪」。《大毗婆沙論》解釋，「輪」「動轉不住」、「捨此趣彼」、「能伏怨敵」，謂佛法傳播如同車輪轉動摧破無明、不善，因此稱為「輪」。
初轉法輪的“法輪”，主要指四聖諦、八正道，以後也以此譬喻全部佛法。
Dhammacakkappavattana 由Dhamma+cakka+p+pavattana三個詞語構成復合詞，法+輪+轉動
「法」依巴利聖典注釋有八種意思：
1. 教義, 如法句（dhammapada）
2. 經歷, 如法句1, 諸法意先導（manopubbangamadhamma）
3. 境界, 如世間法或法界（lokadhamma, dhammadhatu）
4. 真理, 如法句5, 此為真理（dhammo sanantano）
5. 規則, 如緣生法（paticcasamuppanna-dhamma）
6. 道德, 如道德的生活（dhammajīvina）
7. 本性, 如虛幻的本性（maricci dhamma）
8. 特質, 如低劣的特質或性格（hinaṃ dhammaṃ）

《轉法輪經》的「法」, 依注釋解釋是指四聖諦
法輪的「輪」指的是苦集滅道四聖諦的三轉，四乘三即十二輪轉（uppannaṃ dvādasākāraṃ paṭivedhañāṇam）。從苦的單純知道、應知道及已知道開始，集因的知道、應知道及已知道，滅的知道、應知道及已知道至道的修習、應修習及已修習的不斷重複，謂「輪」的意思。〈/br〉
「轉」，依巴利注釋解釋, 佛陀以運轉十力解釋四諦十二輪的教說（dasabalassa pavattañāṇam）

## 背景
《轉法輪經》是覺者世尊首次向他人所開示的經典，世尊證覺後，並不想向他人說法，後又生起另一想法，向煩惱少的人說法，他首先想到的是他的二位老師：阿羅羅迦羅摩仙人（Āḷara Kālāma）及優陀迦羅摩子（Uddaka Rāmaputta）。但二人都已往生，故才想到隨他修行的五位前侍從，即後來的五比丘。因此他前往波羅奈斯鹿野苑向這五位比丘說法。

## 內容
《轉法輪經》是释迦牟尼佛證悟後開示的第一篇经。此經是佛陀闡述他的親證，講解他的中道法門。佛陀到鹿野苑向跟隨他的五位沙門講中道及四聖諦的三轉十二行相。在開始時佛陀告訴苦行的五比丘捨棄追求欲望享受的樂行和折磨肉體的苦行的兩種極端，因這兩種極端無益，不能通往正覺。前者阻礙心智的發展，後者削弱了個人的智慧與能力。他批評了這兩種無益的觀念，通過自己的實修實證，認識分別了無利之法與有益之法，因此佛陀宣佈了可行，理智及有益的中道修行方法，即八正道。眾生修習中道法，可證悟四聖諦，走向圓滿的清靜涅槃及徹底解脫。
一開始，佛陀即對五比丘說要避免兩個極端：沉溺在貪愛於感官物質享受。此端為低賤、粗俗、庸俗、可恥無益。另一端是不斷進行自我折磨。此端是無益的痛苦，沒高尚。
批評了二個極端後，佛陀即講述他首創的中道。中道所起的心智力量及智慧可使人如實知道事物與現象的生起與消逝。修習中道能抑制貪欲，最終得證四聖果及貪瞋痴熄滅的涅槃。什麼是中道？佛陀說：「中道即聖八支道」。然後佛陀列出八支聖道：
1. 正見 （sammāditthi）
2. 正思惟（sammāsamkappa）
3. 正語（sammāvāca）
4. 正業（sammākammanta）
5. 正命（sammāājiva）
6. 正精進（sammāvāyāma）
7. 正念（sammāsati）
8. 正定（sammāsamādhi）

然後闡述四聖諦：
1. 苦諦 （dukkha-ariya-sacca）
2. 集諦（dukkha-samudaya-ariya-sacca）
3. 滅諦（dukkha-nirodha-ariya-sacca）
4. 道諦（dukkha-nirodha-gamini-patipada-ariya-sacca）

說法完後，五比丘之一的憍陳如首先得清淨法眼，佛陀說「憍陳如證悟了」(aññāsi vata bho Koņḍañño)，從此被稱為阿若憍陳如。接著是諸天眾歡喜讚嘆。

## 版本
轉法輪經有多達二十幾種版本，有巴利文和梵文版，漢譯版則收錄於《雜阿含經》、《增一阿含經》等，還有藏譯版。
1. 巴利聖典的《相應部·56.諦相應·第11經》， 赤銅鍱部本
2. 巴利聖典的《律藏·大品·受戒篇》， 赤銅鍱部本
3. 巴利聖典的《無礙解道》俱存品第七的「法輪論」[11]， 赤銅鍱部本

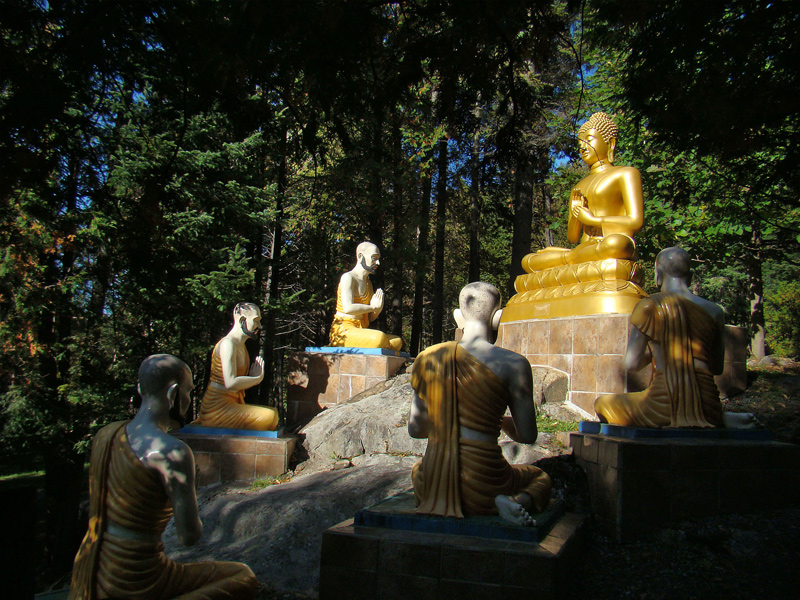
佛陀在鹿野苑對五比丘初次說法

4. 梵文《Dharmacakrapravartana Sutra》[12]
5. 漢譯《雜阿含經》卷15第379經[1]， 說一切有部本
6. 漢譯《增壹阿含經》卷14第24品5經[13][14]
7. 安世高譯《佛說轉法輪經》[15][16]
8. 義淨譯《三轉法輪經》[17]， 說一切有部本
9. 《普曜經》卷7「拘隣等品」[18]
10. 《方廣大莊嚴經》卷11「轉法輪品」[19]
11. 《過去現在因果經》卷3[20]
12. 《佛本行集經》卷34[21]
13. 《摩訶帝經》卷7[22]
14. 《四分律》卷32[23]， 法藏部本
15. 《五分律》卷15， 化地部[24]本
16. 《十誦律》卷60[25]， 說一切有部本
17. 《根本說一切有部毗奈耶雜事》卷19[26]， 根本說一切有部本
18. 《根本說一切有部毘奈耶破僧事》卷6[27]， 根本說一切有部本
19. 藏譯《普曜經》第二十六章「轉法輪」[28]
20. 《大事》(梵文：Mahāvastu)，說出世部本
21. 梵文《俱舍釋》
22. 《法蘊足論》卷6[29]， 說一切有部本